# SIC Caras
SIC Caras comenzó sus emisiones el 6 de diciembre de 2013 y es un canal de televisión resultado de una colaboración entre SIC y la revista Caras, ambos del Grupo Impresa.
Este canal temático se centra en el entretenimiento y las celebridades con una gran apuesta por los magazines nacionales y internacionales de la actualidad, cinema, música y contenidos relacionados con el mundo del espectáculo y las vidas de los famosos. Su programación cuenta con talk-shows, reportajes, análisis, noticias de entretenimiento, entrevistas, debates, talent-shows, series, películas, eventos especiales, etc.
Después de 3 años en exclusiva en la plataforma ZON (posterior NOS), el canal llegó en 2016 a MEO y a Vodafone.

## Programación

### Producción Propia
- Passadeira Vermelha
- Caras em Destaque
- Café da Manhã
- Tesouras e Tesouros
- Alta Definição
- Fama Show
- Posso Entrar?
- Revistar
- O Mundo de Carolina
- A Vida Antes da Fama
- Socorro, Tenho um Negócio!
- Contra Capa
- Um Por Todas
- E-Especial
- Mapa das Estrelas

### Espacios de SIC Caras
- Emoções Reais

### Telenovelas
- Rosa Fogo (Telenovela Portuguesa)
- Perfeito Coração (Telenovela Portuguesa)
- Laços de Sangue (Telenovela Portuguesa)
- Sol de Inverno (Telenovela Portuguesa)
- Rosa diamante (Telenovela mexicana)

### Programas Internacionales
- The Martha Stewart Show
- The Nate Berkus Show
- The Voice US
- The Tudors
- American Idol
- Supervivientes
- The real housewifes of Bervely Hills

### Eventos
- Premios Óscar
- Premios Grammy
- Premios Globo de Oro
- Globos de Ouro (Portugal)
- Rock in Rio
- Miss USA
- Miss Universo
- Victoria's Secret (desfiles)
- American Music Awards
- Premios BAFTA
- Billboard Music Awards
- Factor X (Final)
- Festa de Verão SIC Caras

## Dirección
- Director General de Entretenimiento: Daniel Oliveira
- Directora de SIC Caras: Júlia Pinheiro
- Editor Ejecutivo: Nelson Furtado
- Coordinadora de Producción: Vanda Frutuoso
- Editor Ejecutivo de Contenidos Digitales: Pedro Amante